# State Shield 2005/06
Die State Shield 2005/06 war die 35. Austragung der nationalen List-A-Cricket-Meisterschaft in Neuseeland. Der Wettbewerb wurde zwischen dem 29. Dezember 2005 und 12. Februar 2006 zwischen den sechs neuseeländischen First-Class-Mannschaften ausgetragen. Im Finale konnten sich die Canterbury Wizards gegen die Central Districts Stags mit 5 Wickets durchsetzen.

## Format
Die sechs Mannschaften spielen in einer Gruppe jeweils zwei Mal gegen die anderen Mannschaften. Für einen Sieg gibt es vier Punkte, für ein Unentschieden oder No Result zwei und für eine Niederlage keinen Punkt. Ein Bonuspunkt wird vergeben, wenn bei einem Spiel die eigene Run Rate die des Gegners um das 1,25-Fache übersteigt. Des Weiteren ist es möglich, dass Mannschaften Punkte abgezogen bekommen, wenn sie beispielsweise zu langsam spielen. Der Zweit- und Drittplatzierte der Vorrunde spielen ein Halbfinale, dessen Sieger gegen den Ersten der Vorrunde im Finale den Sieger des Turniers ermitteln.

## Resultate

### Gruppenphase
Tabelle
| Teams              | Sp. | S | N | U | R | NR | A | BP | Ded | Punkte | NRR    |
| ------------------ | --- | - | - | - | - | -- | - | -- | --- | ------ | ------ |
| Canterbury         | 10  | 6 | 3 | 0 | 0 | 0  | 1 | 3  | 0   | 29     | +0.382 |
| Central Districts  | 10  | 5 | 3 | 0 | 0 | 1  | 1 | 4  | 0   | 28     | +0.633 |
| Otago              | 10  | 5 | 3 | 0 | 0 | 1  | 1 | 1  | 0   | 25     | −0.063 |
| Wellington         | 10  | 5 | 4 | 0 | 0 | 0  | 1 | 2  | 0   | 24     | +0.041 |
| Northern Districts | 10  | 3 | 5 | 1 | 0 | 0  | 1 | 3  | 0   | 19     | +0.219 |
| Auckland           | 10  | 1 | 7 | 1 | 0 | 0  | 1 | 0  | 0   | 8      | −1.262 |

## Playoffs

### Halbfinale
| 8.–9. Februar Scorecard | Napier | Central Districts 274-7 (50)          | – | Otago 256-7 (50) |
|                         |        | Central Districts gewinnt mit 18 Runs |   |                  |

### Finale
| 12. Februar Scorecard | Christchurch | Central Districts 212-8 (50)     | – | Canterbury 214-5 (35.2) |
|                       |              | Canterbury gewinnt mit 5 Wickets |   |                         |